# スゴEフェス
スゴEフェス（スゴイーフェス）は、NHK Eテレで2023年から11月に放送されているテレビ番組キャンペーン。関連企画である『スゴEウィーク』『スゴE文化の日』についても解説する。

## 概要
2022年のNHK『ツバメ 世界こどもの日プロジェクト』を発展させる形で2023年に開始。2000年から2017年まで開催された『NHK教育フェア』『NHK文化祭』の実質的な後継企画にあたる。11月20日の「世界こどもの日」を中心とした企画であるため「幼児・こども・10代」を対象とした番組が参加している。2024年11月3日の「文化の日」に編成された『スゴE文化の日』には大人向け教養番組も参加している。
スローガンは「Move Every Heart」。テーマソングは「ツバメ」。2024年には「年に一度のEテレ的“文化祭”」と位置付けられた。
2022年の『ツバメ 世界こどもの日プロジェクト』、2023年6月3日に開始された『みんなのfor every child』と同じく、「NHK」「日本ユニセフ協会」「セサミワークショップ」が共同パートナーとして参加する。

### 番組のテーマ
- 2021年「未来へ17action SDGs集中月間」
- 2022年「ツバメ 世界こどもの日プロジェクト」
- 2023年「ハートをうごかそう!」
- 2024年「HOT&ホッと」

## 2022年『ツバメ 世界こどもの日プロジェクト』

### 概要（2022年）
期間は2022年11月1日から12月30日。

### 参加番組（2022年）
- 「ツバメ」
  - ツバメ〜セサミストリートバージョン（初回：11月1日）
  - The Swallow ツバメ〜ワールドバージョン（初回：11月7日）
  - ツバメ〜わたしたちのゆめバージョン（初回：12月5日）
- 日本賞「ツバメ 世界こどもの日プロジェクト」特別プログラム
  - 11月03日 木曜日 10:00 - 11:15  文化の日（配信）
- あおきいろ いろとりどりさん
  - エチオピア・アイシャ編（初回：11月7日）
  - シリア・サジャ編（初回：11月14日）
- いないいないばあっ! 世界こどもの日スペシャル〜世界のこどもとかんぱーい!〜
  - 11月18日 金曜日 08:10 - 08:25
  - 11月18日 金曜日 16:00 - 16:15（再放送）
- みんな集まれ!こどもうたまつり 世界こどもの日スペシャル
  - 11月19日 土曜日 16:30 - 17:00
  - 11月23日 水曜日 09:00 - 09:30 勤労感謝の日（再放送）
- ウェルカム!よきまるハウス
  - 11月20日 日曜日 16:30 - 17:00
- リフォーマーズの杖 ツバメ〜こどもの夢スペシャル
  - 12月30日 金曜日 09:30 - 09:59

## 2023年

### 概要（2023年）
番組の編成期間は2023年11月13日から11月25日。テーマは「ハートをうごかそう!」。2023年は企画全体の名称が『スゴEフェス2023』である。

### 参加番組（2023年）
- みんなのうた
  - ツバメ〜Eテレアニメバージョン
  - NHK for Schoolのうた
- おかあさんといっしょ
  - 11月13日 - 11月16日：『セサミストリート』コラボレーション
  - 11月13日 - 11月25日：「世界こどもの日」特別企画
- ゴー!ゴー!キッチン戦隊クックルン
  - 11月20日 - 11月22日：『ニャンちゅう!宇宙!放送チュー!』コラボレーション
- えいごであそぼ Meets the World
  - 11月21日：魔法使い・ツグミ?!
  - 11月22日：スゴE 魔法使いきゃりー登場
  - 11月24日：スゴE ガーナのアドワ
  - 11月25日：スゴE きゃりー特大模型に?
- ニャンちゅう!宇宙!放送チュー!
  - 11月23日：「うたスペシャル」&公開収録in山形県

| 放送日   | 放送時刻 | 放送内容                                   |
| -------- | -------- | ------------------------------------------ |
| 11月13日 | 7:10     | はなかっぱ                                 |
| 11月13日 | 7:45     | おかあさんといっしょ                       |
| 11月20日 | 7:00     | ゴー!ゴー!キッチン戦隊クックルン           |
| 11月20日 | 7:30     | みいつけた!                                |
| 11月20日 | 8:10     | いないいないばあっ!                        |
| 11月20日 | 8:25     | デザインあneo                              |
| 11月20日 | 9:55     | スクる!                                    |
| 11月20日 | 16:10    | おとうさんといっしょ                       |
| 11月21日 | 7:00     | ゴー!ゴー!キッチン戦隊クックルン           |
| 11月21日 | 8:10     | いないいないばあっ!                        |
| 11月21日 | 8:25     | でこぼこポン!                              |
| 11月21日 | 8:35     | えいごであそぼ Meets the World             |
| 11月22日 | 7:00     | ゴー!ゴー!キッチン戦隊クックルン           |
| 11月22日 | 7:30     | みいつけた!                                |
| 11月22日 | 8:10     | いないいないばあっ!                        |
| 11月22日 | 8:25     | あおきいろ                                 |
| 11月22日 | 8:45     | プチプチ・アニメ                           |
| 11月22日 | 15:35    | えいごであそぼ Meets the World             |
| 11月22日 | 15:45    | アイラブみー                               |
| 11月22日 | 19:25    | ウェルカム!よきまるハウス                  |
| 11月23日 | 7:00     | あおきいろ                                 |
| 11月23日 | 7:30     | みいつけた!                                |
| 11月23日 | 8:10     | いないいないばあっ!                        |
| 11月23日 | 8:45     | プチプチ・アニメ                           |
| 11月23日 | 8:50     | スクる!                                    |
| 11月23日 | 9:00     | スゴEフェス NHK for schoolのここがスゴE〜! |
| 11月23日 | 16:10    | ニャンちゅう!宇宙!放送チュー!              |
| 11月23日 | 16:35    | スクる!                                    |
| 11月23日 | 17:30    | ミニアニメ「チキップダンサーズ」           |
| 11月24日 | 7:00     | マチスコープ                               |
| 11月24日 | 8:10     | いないいないばあっ!                        |
| 11月24日 | 8:25     | ノージーのレッツ!ひらめき工房              |
| 11月24日 | 8:45     | プチプチ・アニメ                           |
| 11月24日 | 17:00    | えいごであそぼ Meets the World             |
| 11月24日 | 17:30    | スクる!                                    |
| 11月25日 | 6:50     | えいごであそぼ Meets the World             |
| 11月25日 | 7:00     | にほんごであそぼ                           |
| 11月25日 | 7:20     | マチスコープ                               |
| 11月25日 | 7:30     | ノージーのひらめき工房                     |
| 11月25日 | 10:00    | ワルイコあつまれ                           |
| 11月25日 | 14:00    | スゴEフェス 生放送スペシャル               |
| 11月25日 | 20:00    | 沼にハマってきいてみた                     |
| 11月25日 | 20:50    | あおきいろ                                 |
| 11月25日 | 21:00    | 真剣10代 しゃべり場 リターンズ!!           |

出典

### スゴEフェス2023 生放送スペシャル
『スゴEフェス2023 生放送スペシャル』は、2023年11月25日にNHK Eテレで放送されたテレビ番組。

#### 放送日時（スゴEフェス2023）
- 2023年11月25日（土曜日）
  - 14:00 - 17:00（第1部）
  - 18:50 - 19:55（第2部）
  - 20:00 - 20:50（後夜祭）

#### 出演者（スゴEフェス2023）
- MC
  - 『天才てれびくん』てれび戦士
    - 松尾そのま
    - 丸山煌翔

  - 『あおきいろ』ミドリーズ
    - あつき（盛永晶月）
    - りりな（山崎莉里那）
- サポートMC
  - 『オハ! よ〜いどん』
    - コージえんちょう（今田耕司）

  - NHKアナウンサー
    - 片山千恵子
- こども応援サポーター
  - 『未来へ 17アクション』
    - 長濱ねる

出典

#### 企画一覧（スゴEフェス2023）
| 放送時刻 | 放送内容 | 放送内容                                                |
| -------- | -------- | ------------------------------------------------------- |
| 14:00    | 第1部    | スゴEキッズソング パート1                               |
| 14:29    | 第1部    | あおきいろ「SDGsこども演劇 ボクとガルゴと星とたんぽぽ」 |
| 15:13    | 第1部    | クイズ スゴEマスターをめざせ!                           |
| 15:57    | 第1部    | スゴEキッズソング パート2                               |
| 16:15    | 第1部    | 天才てれびくん「指プル2 ジオワールドカップ」            |
| 18:50    | 第2部    | 第2部オープニング                                       |
| 19:00    | 第2部    | 沼にハマってきいてみた「おかあさんといっしょ沼」        |
| 19:35    | 第2部    | グランドフィナーレ                                      |
| 20:00    | 後夜祭   | 沼にハマってきいてみた「ぬっしーが消える!?」            |

- 通し企画
  - みんなのfor every child
  - みんなでつくろう!ハートツバメ
  - テレビのカケラでなにつくる?
  - ツバメみこし

## 2024年

### 概要（2024年）
番組の編成期間は2024年11月3日から11月10日。テーマは「HOT&ホッと」。11月3日の『スゴE文化の日』も『スゴEウィーク』の期間に含まれる公式資料もあるが、テレビ放送による告知では11月4日から11月10日までを『スゴEウィーク』の期間としている。

### スゴE文化の日
| 放送時間    | 番組                                                    | 備考   |
| ----------- | ------------------------------------------------------- | ------ |
| 09:00-09:45 | 日曜美術館「第76回正倉院展」                            |        |
| 14:30-15:30 | ゴッドハンド 闇より来たる修復師                         | 傑作選 |
| 15:30-16:00 | ザ・バックヤード 知の迷宮の裏側探訪「東京文化財研究所」 | 傑作選 |
| 16:00-16:30 | ねこのめ美じゅつかんスペシャル                          |        |
| 16:30-17:00 | いないいないばあっ!「げいじゅつのあきだワン」           |        |
| 20:00-20:45 | 日曜美術館「画家・田中一村」                            |        |
| 21:00-23:00 | クラシック音楽館「ブロムシュテットのブルックナー」      |        |

### スゴEフェス2024
| 放送時刻    | 番組                                             |
| ----------- | ------------------------------------------------ |
| 09:00-09:45 | みんな集まれ!こどもうたまつり 芸術の秋スペシャル |
| 09:45-10:45 | NHK for SchoolのここがスゴE〜!                   |
| 10:45-10:50 | 5分で紹介!スゴEウイーク                          |
| 15:00-16:40 | スゴEフェス2024 生放送スペシャル その1           |
| 16:40-17:05 | はなかっぱ 15周年スペシャル                      |
| 17:05-17:10 | まだまだ続く!スゴEフェス2024                     |
| 17:10-17:30 | The Wakey Show（第1回の再放送）                  |
| 17:30-18:30 | スゴEフェス×天才てれびくん                       |
| 18:30-19:55 | スゴEフェス2024 生放送スペシャル その2           |
| 19:55-20:00 | 5分で紹介!スゴEウイーク                          |

### スゴEウィーク2024
2024年11月4日 - 11月10日
- The Wakey Show
  - 11月4日 - 11月7日（全4回）
  - 07:00 - 07:20（本放送）
  - 17:10 - 17:30（再放送）
- こころ忍術 ポポまるっ!
  - 「六つ結び&分身インタビューの術 ドラマ版」
  - 11月8日 金曜日
  - 07:00 - 07:20（本放送）
  - 17:10 - 17:30（再放送）
- みいつけた!
  - 11月4日 - 11月8日：15ねんスペシャル
- おかあさんといっしょ
  - 11月4日 - 11月9日：スゴEおたんじょうびウィーク
- いないいないばあっ!
  - 11月5日 - 11月8日：ほっとソングスペシャル
- ピタゴラスイッチ
  - 11月5日 - 11月9日：ビーだま・ビーすけ特集
- 天才てれびくん
- オハ! よ〜いどん
- みんなDEどーもくん!
- ハロー!ちびっこモンスター
- ＃バズ英語〜SNSで世界をみよう〜
  - 11月5日：“HOT&ホッと”なバーベキュー最新事情
- あおきいろ
  - 11月6日：世界こどもの日スペシャル
- バリバラ
  - 11月7日：フレ!フレ!部活動
- ニャンちゅう!宇宙!放送チュー!
  - 11月8日：びっくり!地球クイズ フランスのカーニバル
- おとうさんといっしょ
  - 11月10日：レオレオ応援団（傑作選）
- みんなのうた
  - The Swallow ツバメ〜ワールドバージョン
  - ツバメ〜Eテレアニメバージョン
- こどもぽかぽか ほっこりストーリー
  - 11月4日 - 11月8日（全5回）
  - 10:55 - 11:00（本放送、NHK R1）
  - 21:10 - 21:15（再放送、NHK FM）
- とちぎ630（栃木県域 NHK総合）
  - 11月5日 - 11月8日：未来につながるSDGsの取り組み

| 時間        | 番組                                               | 備考   |
| ----------- | -------------------------------------------------- | ------ |
| 07:30-07:45 | ノージーのひらめき工房「ほっとでつくろう!」        |        |
| 12:30-13:00 | すくすく子育て 子育てを楽しむ「赤ちゃん観察術」    |        |
| 15:25-15:45 | おむすびニッポン 朝ドラ「おむすび」コラボSP        | 傑作選 |
| 15:45-16:30 | みんな集まれ!こどもうたまつり 芸術の秋スペシャル   | 再放送 |
| 16:30-17:00 | ストレッチマン30周年 スゴい▲（トンガリ）スペシャル |        |
| 20:00-20:45 | 沼にハマってきいてみた「忍者沼」                   |        |

### スゴEフェス2024 生放送スペシャル

#### 放送日時（スゴEフェス2024）
- 2024年11月4日（月曜日）振替休日
  - 15:00 - 16:40（その1）
  - 18:30 - 19:55（その2）

#### 出演者（スゴEフェス2024）
- MC
  - 『天才てれびくん』てれび戦士
    - 池村咲良
    - 江口慶

  - 『あおきいろ』ミドリーズ
    - あやと（山口彩人）
    - うきょう（中村羽叶）
    - りりあな（大野りりあな）

  - 『ストレッチマンGO!』
    - ストレッチマンゴー（村山輝星）

  - 『ゴー!ゴー!キッチン戦隊クックルン』
    - クリン（藤本風悟）
- サポートMC
  - 『天才てれびくん』
    - ティモンディ

  - 『沼にハマってきいてみた』
    - サーヤ（ラランド）

  - NHKアナウンサー
    - 片山千恵子
- こども応援サポーター
  - 『天才てれびくん』
    - チャンカワイ

出典

#### 企画一覧（スゴEフェス2024）
| 放送時刻 | 放送内容 | 放送内容                          |
| -------- | -------- | --------------------------------- |
| 15:00    | その1    | こどもホッとソング パート1        |
| 15:45    | その1    | ひびけ!インクルーシブミュージック |
| 16:08    | その1    | アートで表現!わたしたちの未来!    |
| 16:23    | その1    | “こえ”のうた                      |
| 18:30    | その2    | こどもホッとソング パート2        |
| 18:44    | その2    | クイズ スゴEマスターをめざせ!     |
| 19:39    | その2    | こどもホッとソング パート3        |

- 通し企画
  - みんなのfor every child
  - みんなで作ろう!スゴE夢の花

### 2022年
- 日本ユニセフ協会
  - 「世界子どもの日」、子どもと若者が主役！11月、 NHKが 子どもたちを応援する番組を放送（2022年10月24日）
  - NHK「ツバメ 世界こどもの日プロジェクト」番組放送中「すべての子どもに」に思いを込めて（2022年11月17日）

### 2023年
- NHK
  - 11月20日は「世界子どもの日」 こども・10代向け番組をEテレで集中放送 (PDF) （2023年10月18日）
  - NHK・SDGs 未来へ17アクション - ウェイバックマシン（2023年11月16日アーカイブ分）
- NHK放送文化研究所 編『NHK年鑑2024』NHK出版、2024年10月30日、284頁。ISBN 9784140072844。
  - NHK年鑑2024 > NHKの番組解説 > 〈スゴEフェス〉

### 2024年
- 特別番組 NHK公式ウェブサイト
  - こどもホッとソング ラジオで声をとどけよう
  - こどもぽかぽか ほっこりストーリー